# Riga Grand Prix
O Riga Grand Prix é uma competição de ciclismo profissional de uma única etapa que se disputa em Riga (Letónia).
Disputou-se pela primeira vez no ano 2006 até 2008 fazendo parte do UCI Europe Tour, dentro na categoria 1.2 (última categoria do profissionalismo). Posteriormente nas edições de 2009 a 2011 se requalificou como evento nacional, voltando ao UCI Europe Tour em 2012 e na mesma categoria (1.2).
Em 2013 elevou a categoria a 1.1, e mudou seu nome a Riga-Jurmala Grand Prix, unindo em seu percurso ambas cidades com um passagem prévia por Milzkalne
Não sempre teve pelo mesmo traçado já que este variou dos quase 170 km da primeira edição aos 161 km da última.
Nenhum corredor impôs-se em mais de uma ocasião.

## Palmarés
Em amarelo: edição amador.
| Ano  | Ganhador          | Segundo             | Terceiro            |
| ---- | ----------------- | ------------------- | ------------------- |
| 2006 | Sergey Kolesnikov | Aleksejs Saramotins | Vasil Kiryienka     |
| 2007 | Gatis Smukulis    | Aleksejs Saramotins | Tanel Kangert       |
| 2008 | Normunds Lasis    | Erki Pütsep         | Aleksejs Saramotins |
| 2009 | Herberts Pudans   | Sten Sarv           | Vitälijs Kornilovs  |
| 2010 | Toms Skujinš      | Reijo Puhm          | Andris Smirnovs     |
| 2011 | Andris Vosekalns  | Viesturs Lukševics  | Valdis Žogota       |
| 2012 | Andzs Flaksis     | Erki Pütsep         | René Mandri         |
| 2013 | Francesco Chicchi | Marco Benfatto      | Martin Laas         |

## Palmarés por países
| País    | Vitórias |
| ------- | -------- |
| Letônia | 6        |
| Rússia  | 1        |
| Itália  | 1        |